# Østby (Trysil)
Østby is een plaats in de Noorse gemeente Trysil in fylke Innlandet. Het dorp ligt in aan riksvei 25, ten oosten van Nybergsund.
Het dorp heeft een houten kerkje uit 1940. Het gebouw is in 1978 gerestaureerd.